# 2378 Pannekoek
2378 Pannekoek eller 1935 CY är en asteroid i huvudbältet som upptäcktes den 13 februari 1935 av den holländske astronomen Hendrik van Gent i Johannesburg. Den har fått sitt namn efter den nederländske astronomen Antonie Pannekoek.
Asteroiden har en diameter på ungefär 37 kilometer.